# 체학

유전체학을 설명하는 다이어그램

체학(體學, omics)은 생물 분자 전체 집합의 집합적 특성 규명 및 정량화와, 이들이 생물 또는 생물 그룹의 구조, 기능 및 역학으로 어떻게 전환되는지에 대한 연구이다. 비공식적으로 체학으로 알려진 과학 분야는 생물학에서 이름이 -omics 접미사로 끝나는 다양한 분야로, 유전체학, 단백체학, 대사체학, 군유전체학, 발형체학, 전사체학 등이 있다.
관련 접미사 -ome은 해당 분야의 연구 대상을 지칭하는 데 사용되며, 각각 유전체 (생명과학), 단백체 또는 대사체와 같은 것들이 있다. 분자 생물학에서 사용되는 접미사 -ome은 어떤 종류의 총체를 나타내며, 이는 -ωμα에서 다양한 그리스어 용어로부터 추상화되어 형성된 "신접미사"의 예시이다. -ωμα는 그리스어에서 식별 가능한 접미사를 형성하지 않는다.
기능유전체학은 주어진 생물의 가능한 한 많은 유전자의 기능을 식별하는 것을 목표로 한다. 이 연구는 전사체학 및 단백체학 등 다양한 체학 기술과 포화 돌연변이 집합을 결합한다.

## 기원

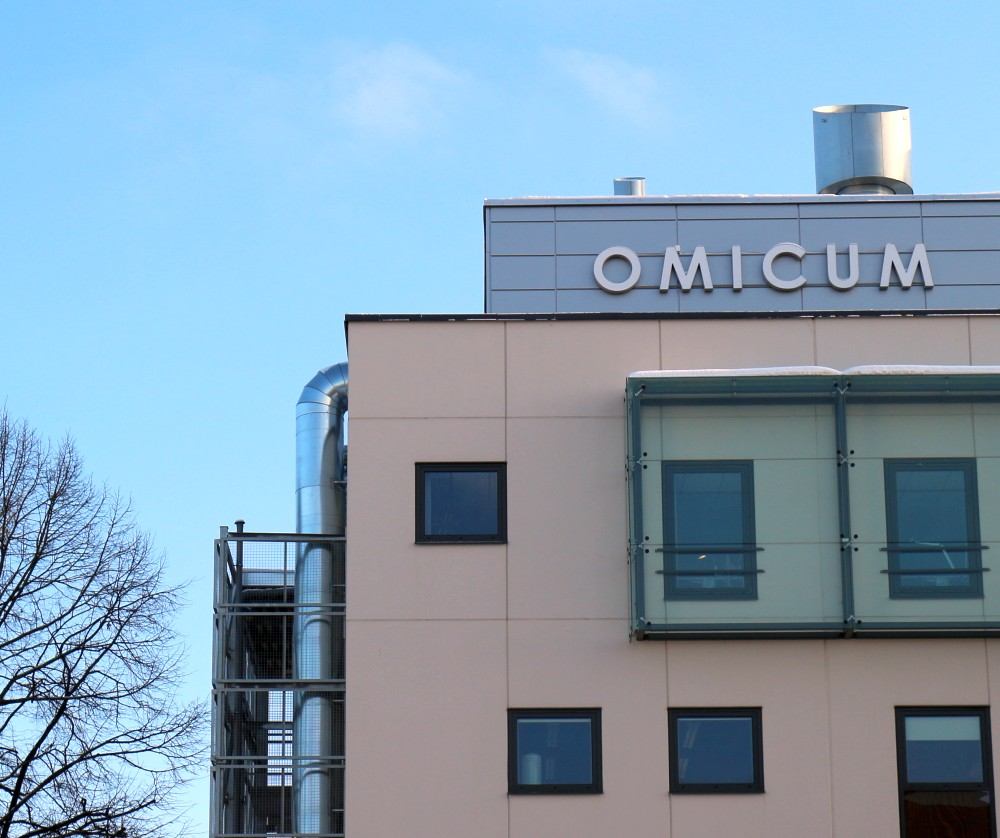
"오미쿰": 에스토니아 생명공학센터 건물로, 에스토니아 유전체 센터와 타르투 대학교 분자 및 세포 생물학 연구소가 에스토니아 타르투에 위치해 있다.

옥스포드 영어사전 (OED)은 -ome 접미사의 세 가지 다른 적용 분야를 구별한다.
1. 의학에서 "부기, 종양"의 의미를 가진 명사를 형성한다.
2. 식물학 또는 동물학에서 "특정 구조를 가진 동물 또는 식물의 부분"의 의미를 가진 명사를 형성한다.
3. 세포 및 분자 생물학에서 "모든 구성 요소를 총체적으로 고려한" 의미를 가진 명사를 형성한다.

-ome 접미사는 -oma의 변형으로 시작되었으며, 19세기 마지막 분기에 생산적으로 사용되기 시작했다. 이는 원래 sclerome 또는 땅속줄기와 같은 용어에 나타났다. 이 모든 용어는 -ωμα에서 파생된 그리스어 단어에서 유래하며, 이 순서는 단일 접미사가 아니라 -ω-μα로 분석할 수 있으며, -ω-는 단어 어간(일반적으로 동사)에 속하고 -μα는 추상 명사를 형성하는 진정한 그리스어 접미사이다.
OED는 세 번째 정의가 mitome에서 민간어원적으로 역형성되었다고 제안한다. 초기 증명으로는 생물 군계 (1916)와 유전체 (생명과학) (독일어 Genom으로 1920년 처음 사용됨)이 있다.
분자 생물학에서 염색체와의 연관성은 민간어원에 의한 것이다. 염색체라는 단어는 그리스어 어간인 χρωμ(ατ)- "색깔"과 σωμ(ατ)- "몸"에서 유래한다. σωμα "몸"은 실제로 -μα 접미사를 포함하지만, 그 앞의 -ω-는 어간 형성 접미사가 아니라 단어의 어근의 일부이다. 유전체가 생물의 완전한 유전적 구성을 의미하기 때문에, -ome이라는 신접미사는 "전체성" 또는 "완전성"을 나타내는 것으로 제안되었다.
생물정보학자와 분자 생물학자들은 "-ome" 접미사를 널리 적용한 최초의 과학자들 중 하나였다. 초기 지지자들 중에는 영국의 케임브리지에 있는 생물정보학자들이 있었는데, 이곳에는 MRC 센터, 웰컴 트러스트 생어 연구소 및 유럽 생물정보학 연구소와 같은 많은 초기 생물정보학 연구소가 있었다. 예를 들어, MRC 센터는 총유전체 및 단백체 프로젝트를 수행했다.

## 현재 사용
원래의 "유전체 (생명과학)"를 넘어선 많은 "체"들이 유용하게 사용되고 있으며 연구 과학자들에게 널리 채택되었다. "단백체학"은 단백질을 대규모로 연구하는 용어로 잘 확립되었다. "체"는 분야를 요약하는 쉬운 약어가 될 수 있다. 예를 들어, 상호작용체학 연구는 유전자-유전자, 단백질-단백질 또는 단백질-리간드 상호작용의 대규모 분석과 관련이 있음을 명확하게 인식할 수 있다. 1990년대 중반부터 펍메드에서 이 용어들의 사용이 폭발적으로 증가한 것으로 보듯이 연구자들은 체학과 오믹스를 빠르게 받아들이고 있다.

## 체학 연구의 종류

### 유전체학
- 유전체학: 유전체 (생명과학) 연구.
  - 인지 유전체학: 유전적 프로필과 관련된 인지 과정의 변화 연구.
  - 비교유전체학: 서로 다른 생물 종 또는 균주의 유전체 구조와 기능 간의 관계 연구.
  - 기능유전체학: 유전자 및 단백질 기능과 상호작용을 설명 (종종 전사체학 사용).
  - 군유전체학: 군유전체, 즉 환경 샘플에서 직접 회수된 유전 물질 연구.
  - 신경유전체학: 신경계의 발달 및 기능에 대한 유전적 영향 연구.
  - 범유전체학: 주어진 종 내에서 발견되는 유전자 또는 유전체 전체 집합 연구.[14]
  - 개인 유전체학: 개인의 유전체 서열 분석 및 분석과 관련된 유전체학 분야. 유전자형이 알려지면 개인의 유전자형은 특성 발현 및 질병 위험 가능성을 결정하기 위해 출판된 문헌과 비교될 수 있다. 맞춤 의학에 도움이 된다.
  - 전자체학: 외인성 전기장이 세포, 조직 및 오가노이드의 유전자 발현 프로필을 강화하는 역할과 관련된 유전체학 분야.[15]

### 외유전체학
후성유전체는 단백질 및 RNA 결합체, 대체 DNA 구조, DNA의 화학적 변형을 포함하는 유전체의 지지 구조이다.
- 외유전체학: 현대 기술에는 Hi-C에 의한 염색체 구조, 다양한 ChIP-seq 및 단백체 분획과 결합된 기타 시퀀싱 방법, 그리고 비황화물 시퀀싱과 같이 시토신 화학 변형을 찾는 시퀀싱 방법이 포함된다.
- 핵체학: "복잡하고 역동적인 생물학적 시스템으로서의 세포 핵, 즉 핵체"를 형성하는 유전체 구성 요소의 전체 집합을 연구하는 것.[16][17] 4D 핵체 컨소시엄은 2017년에 IHEC (International Human Epigenome Consortium)에 공식적으로 가입했다.

### 미생물체학
미생물군유전체는 명확한 물리화학적 특성을 가진 잘 정의된 서식지를 차지하는 미생물 군집이다. 여기에는 관련된 미생물과 그들의 활동 영역이 포함되어 생태적 지위를 형성한다. 미생물군은 시공간적 변화에 취약한 역동적이고 상호작용적인 미세 생태계를 형성한다. 이들은 진핵생물 숙주와 같은 거대 생태계에 통합되어 숙주의 적절한 기능과 건강에 중요하다. 상호작용하는 숙주-미생물 시스템은 전체생물을 구성한다.
미생물체학은 미생물 군집의 역학, 기능 및 구조를 연구하는 학문이다. 이 연구 분야는 숙주 환경에서 미생물 군집을 연구하기 위해 여러 기술을 사용한다.
- 구강 면봉이나 대변에서 국소 환경의 대표적인 샘플을 채취하는 데 중점을 둔 샘플링 방법.[19]
- 배양체학은 세균의 세포 배양으로, 소화계 또는 자연 환경과 같은 조직에서 얻은 샘플에서 세균 균주 또는 종을 포괄적으로 식별하는 것을 목표로 한다.[21][22]
- 미세유체역학 장기 칩 장치. 장의 조건을 시뮬레이션하고 현장보다 정확하게 모니터링할 수 있는 미생물군 변화를 분석할 수 있다.[19]
- 전체 미생물군집의 유전체 프로필을 분석하기 위한 기계적 DNA 추출 기술 및 유전자 증폭 방법(중합효소 연쇄 반응 등).[19]
- 미생물 집단의 변화를 분석할 수 있는 법의유전학용 미세배열 및 하이브리드화 기술.[19]
- 다중체학 연구를 통해 미생물군의 기능 분석이 가능하다.[19]
- 모델 생물을 사용하여 현장 미생물군집의 더 정확한 샘플을 얻을 수 있다. 무균 동물은 다른 유기체로부터 특정 미생물군집을 이식하여 무균 모델을 생성하는 데 사용된다. 이들은 다양한 환경 조건에서 어떻게 변화하는지 연구할 수 있다.[19]

### 지질체학
지질체는 지질 (생물학)의 모든 세포 지질을 포함하며, 유기체 또는 시스템에 의해 생성된 특정 지질 집합에 대한 변형을 포함한다.
- 지질체학: 지질의 경로와 네트워크에 대한 대규모 연구. 질량 분석 기술이 사용된다.

### 단백체학
단백체는 단백질의 모든 단백질을 포함하며, 유기체 또는 시스템에 의해 생성된 특정 단백질 집합에 대한 변형을 포함한다.
- 단백체학: 단백질, 특히 그 구조와 기능에 대한 대규모 연구. 질량 분석 기술이 사용된다.
  - 화학단백체학: 단백질-작은 분자 상호작용을 연구하는 데 사용되는 기술 배열
  - 면역단백체학: 면역 반응에 관련된 대규모 단백질 집합(단백체학) 연구
  - 영양단백체학: 식단의 영양 및 비영양 성분의 분자 표적 식별. 단백질 발현 연구를 위해 단백체학 질량 분석 데이터를 사용한다.
  - 프로테오게노믹스: 단백체학 및 유전체학의 교차점에 있는 신흥 생물학 연구 분야. 유전자 주석에 사용되는 단백체학 데이터.
  - 구조유전체학: 실험 및 모델링 접근 방식을 조합하여 주어진 유전체에 의해 암호화된 모든 단백질의 3차원 구조 연구.

### 당질체학
당질체학은 글리콤, 즉 당과 탄수화물에 대한 포괄적인 연구이다.

### 푸도믹스
푸도믹스는 2009년 알레한드로 시푸엔테스에 의해 "소비자의 복지, 건강 및 지식을 향상시키기 위해 첨단 체학 기술의 적용 및 통합을 통해 식품 및 영양 분야를 연구하는 학문"으로 정의되었다.

### 전사체학
전사체는 mRNA, rRNA, tRNA 및 기타 비암호화 RNA를 포함하여 하나 또는 한 개체군에서 생성된 모든 RNA 분자의 집합이다.
- 전사체학: 전사체, 그 구조 및 기능 연구.

### 대사체학
대사체는 생물학적 매트릭스 내에서 발견되는 작은 분자들의 집합이다.
- 대사체학: 대사산물과 관련된 화학 공정에 대한 과학적 연구. "특정 세포 과정이 남기는 고유한 화학적 지문을 체계적으로 연구"하는 것이며, 작은 분자 대사산물 프로필을 연구한다.
- 메타보노믹스: 생리 병리학적 자극 또는 유전적 변형에 대한 생체 시스템의 동적 다변수 대사 반응을 정량적으로 측정하는 것.

### 영양, 약리학, 독성학
- 영양 유전체학: 인간 유전체, 영양 및 건강 간의 관계를 연구하는 과학.
  - 영양유전체학: 식이와 건강 간의 상호작용에 대한 유전적 변이의 영향을 연구하며, 취약한 하위 그룹에 대한 함의를 포함한다.
  - 영양유전체학: 식품 및 식품 성분이 유전자 발현에 미치는 영향 연구. 영양소가 유전체, 단백체 및 대사체에 미치는 영향 연구.
- 약물유전체학은 인간 유전체 내 변이의 합이 약물에 미치는 영향을 조사한다.
- 약물미생물체학은 인간 미생물군집 내 변이가 약물에 미치는 영향과 그 반대를 조사한다.
- 독성유전체학: 독성 물질에 대한 유기체의 특정 세포 또는 조직 내 유전자 및 단백질 활동에 대한 정보를 수집, 해석 및 저장하는 과학 분야.

### 문화
진화생물학의 근본적인 질문에 영감을 받아, 장-바티스트 미셸과 에레즈 리버만 아이덴을 중심으로 한 하버드 팀은 문화 연구에 대한 빅 데이터 수집 및 분석 적용을 위한 미국 신조어 컬트로믹스를 만들었다.

### 기타
- 미토상호작용체

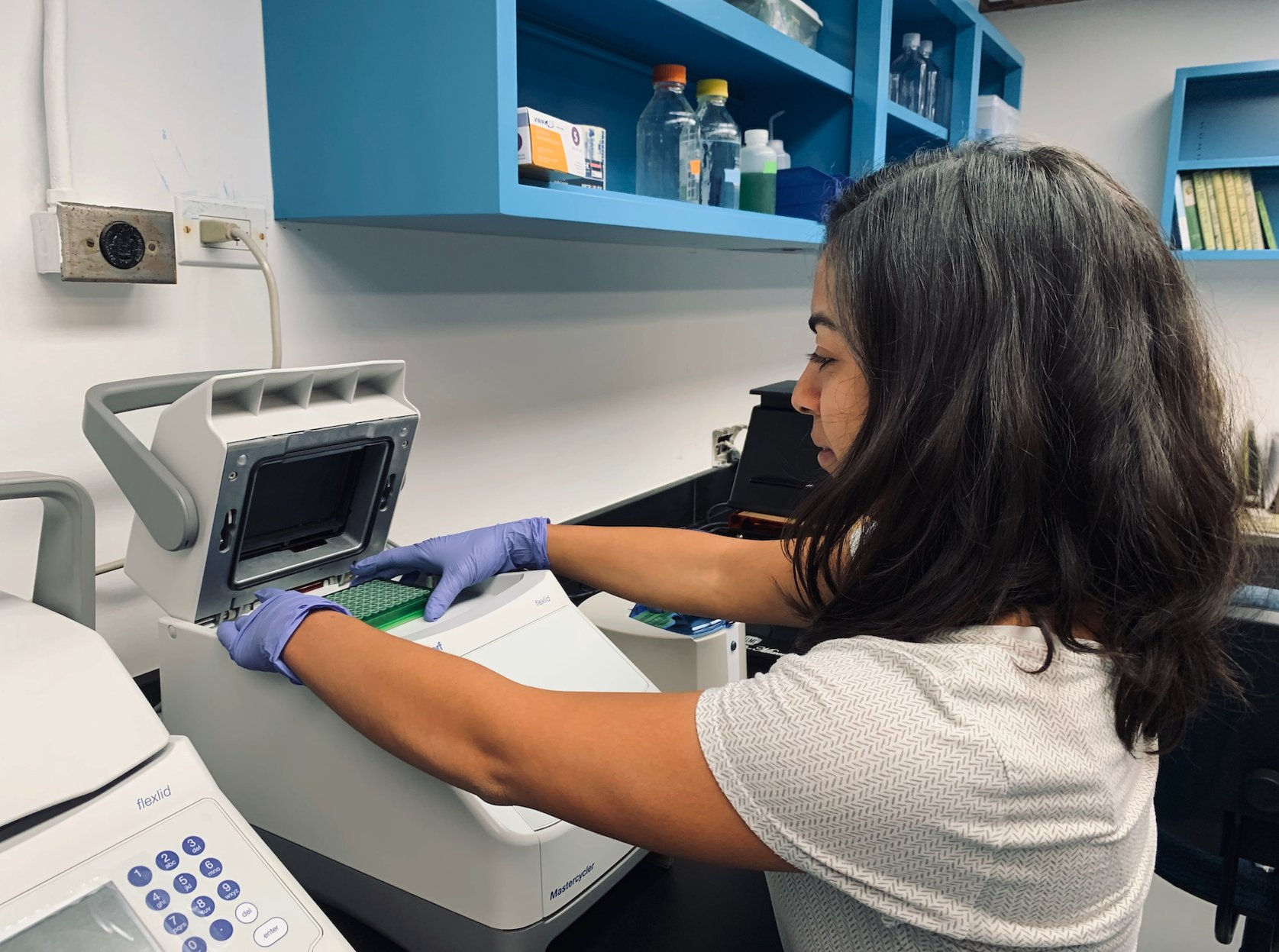
미국 해양대기청 과학자가 해양 생태계를 연구하기 위해 미생물체학을 사용하는 모습

- 심리유전체학: 유전체학 및 단백체학의 강력한 도구를 적용하여 정상 행동과 행동 이상으로 나타나는 뇌 질환의 생물학적 기질을 더 잘 이해하는 과정. 약물 중독 연구에 심리유전체학을 적용하는 궁극적인 목표는 이러한 장애에 대한 더 효과적인 치료법뿐만 아니라 객관적인 진단 도구, 예방 조치, 궁극적으로는 치료법을 개발하는 것이다.
- 줄기세포 유전체학: 줄기세포 생물학에 도움이 된다. 목표는 줄기세포를 인간 생물학 및 질병 상태를 이해하는 선도적인 모델 시스템으로 확립하고 궁극적으로 임상 전환을 향한 진전을 가속화하는 것이다.
- 커넥토믹스: 뇌의 신경 연결 전체인 커넥톰 연구.
- 미생물체학: 특정 환경적 틈새에 사는 미생물 군집의 유전체를 연구하는 학문.
- 셀로믹스: 바이오이미징 방법 및 생물정보학을 이용한 정량적 세포 분석 및 연구.
- 토모믹스: 단층 촬영과 체학 방법을 결합하여 높은 공간 해상도로 조직 또는 세포 생화학을 이해하는 것으로, 일반적으로 이미징 질량 분석 데이터를 사용한다.[26]
- 바이러스 메타게노믹스: 토양, 해수, 인간에서 체학 방법을 사용하여 바이러스체와 인간 바이러스체를 연구하는 것.
- 에토믹스: 동물 행동의 고처리량 기계 측정.[27]
- 비디오믹스: 유전체학 원리에 영감을 받은 비디오 분석 패러다임으로, 연속적인 이미지 시퀀스(또는 비디오)는 돌연변이를 통해 '장면'을 드러내며 시간의 흐름에 따라 진화하는 단일 이미지의 포착으로 해석될 수 있다.
- 다중체학: 단일 연구 또는 분석 파이프라인에서 다른 체학을 통합하는 것.[28]

## 같이 보기
- 계생명학